# Eva Mezger-Haefeli
Eva Mezger-Haefeli, seltener auch Eva Mezger-Häfeli geschrieben (* 26. März 1934 in Zürich als Eva Haefeli; †  6. November 2023) war eine Schweizer Programmsprecherin, Schauspielerin und Fernsehmoderatorin. Sie war eine der ersten Programmsprecherinnen im Schweizer Fernsehen.

## Leben und Karriere

### Anfänge in Zürich
Eva Haefeli wurde am 26. März 1934 in Zürich geboren, wuchs dort auf und besuchte die Schule. Danach wollte sie eigentlich Zahntechnikerin werden, beschloss jedoch nach einem Theaterbesuch im Schauspielhaus Zürich (Schillers Don Karlos mit Maria Becker und Will Quadflieg als Hauptdarsteller), eine Karriere als Schauspielerin zu beginnen. Bei ihren Plänen wurde sie von ihren Eltern, einer Gesangslehrerin und einem Professor an der ETH Zürich, unterstützt. Zuerst besuchte sie drei Jahre lang die Zürcher Frauenbildungsschule und nahm parallel privaten Sprechunterricht bei der Schauspielerin Ellen Widmann, in deren Kammersprechchor sie aufgenommen wurde. Dadurch kam sie mit bekannten Theaterleuten in Kontakt und schaffte schon bald den Weg ins Fernsehen.

### Fernsehansagerin im Schweizer Fernsehen
Mit dem Diplom der Frauenbildungsschule in der Tasche trat die damals 19-Jährige Haefeli im Jahre 1953 eine Stelle als Programmassistentin im Fernsehstudio Bellerive, der Geburtsstätte des Schweizer Fernsehens (SF), an. Das SF nahm am 20. Juli 1953 seinen Sendebetrieb auf. Wenige Monate später wurde sie zusätzlich als Ansagerin eingesetzt. Da Ansagerinnen zu dieser Zeit keinen Zettel in der Hand halten und den Text auch sonst nirgends ablesen durften, war sie gezwungen, die Ansagetexte auswendig zu lernen. Für Haefeli bedeutete dies eine Doppelbelastung, da sie nebenbei weiterhin als Programmassistentin beschäftigt war. Während dieser Zeit berichtete sie auch von den Olympischen Winterspielen 1956 in Cortina d’Ampezzo, als es ihr vom Regisseur erstmals gestattet wurde, Zettel als Hilfsmittel für ihre Ansagen zu verwenden. Nach Feierabend im Studio Bellerive erhielt Haefeli Schauspielunterricht von Sigfrit Steiner.

### Kurze Schauspielkarriere
Im Jahr 1955 erhielt sie eine Rolle in dem von Max Dora und Gloriafilm produzierten Spielfilm Polizischt Wäckerli, in dem sie Marti Wäckerli, die Tochter des Hauptcharakters (dargestellt von Schaggi Streuli), verkörperte. Im gleichen Film wirkte auch ihr Mentor Sigfrit Steiner in einer kleineren Rolle als Arzt mit. Ein Jahr später sah man Haefeli in Oberstadtgass, bei dem ebenfalls Schaggi Streuli in der Hauptrolle zu sehen war, ausserdem wirkten Steiner sowie Haefelis Sprachlehrerin Ellen Widmann mit. Im Jahre 1957 ging sie nach Deutschland, wo sie ein Engagement am Staatstheater Stuttgart erhielt. Es folgten Engagements an weiteren deutschen Bühnen. Während dieser Zeit lernte sie den Regisseur Theo Mezger kennen, den sie 1961 heiratete. Nach der Geburt des ersten Kindes, der Tochter Jana, zog sich Mezger-Haefeli vom Schauspiel zurück, um sich auf ihre Familie zu konzentrieren. Aus der Ehe gingen noch zwei weitere Kinder hervor, ehe sich das Paar Anfang der 1970er trennte. Mit ein Auslöser war, dass Mezger beruflich ständig unterwegs war und kaum mehr Zeit für die Familie hatte.

### Rückkehr zum Fernsehen
Im Jahre 1972 kehrte Mezger-Haefeli als alleinerziehende Mutter wieder in die Schweiz zurück und begann hier wieder für das Schweizer Fernsehen zu arbeiten. Das Studio Bellerive, wie sie es kannte, gab es mittlerweile jedoch nicht mehr. Die Produktionen fanden mittlerweile im grösseren Studio Leutschenbach statt und das SF hatte sich mittlerweile in eine moderne Programmanstalt verwandelt. In ebendieser übernahm die damals 39-Jährige von der damaligen Moderatorin Flavia Schnyder die Moderation der Nachmittagssendung Da Capo, aus der später die Sendung Seniorama hervorging. Wiederentdeckt hatte man sie als im Jahre 1973 «20 Jahre Schweizer Fernsehen» gefeiert wurden, man sich an die Fernsehmacher der ersten Stunde zurückerinnerte und zu diesem Anlass einige der damaligen Protagonisten zu einem Rückblick einlud. In Folge dieses Rückblicks wurde Mezger-Haefeli von einem Regisseur angesprochen, der auf der Suche nach einem Hilfssendeleiter war und in ihr einen ebensolchen sah. Ab 1980 übernahm sie zudem die Moderation der Sendung Treffpunkt; beides Sendungen zum Thema Alter. In den von der Fernsehredakteurin Gertrud Furrer betreuten 45-Minuten-Sendungen behandelte sie eine breite Palette an Themen rund um das Älterwerden und hatte dazu oftmals Fachleute aus verschiedenen Wissensgebieten zu Gast. Des Weiteren führte sie einige Zeit durch die Sendung Fundus. Im Jahre 1994 fiel die Sendung Treffpunkt neuen Programmstrukturen innerhalb des Schweizer Fernsehens zum Opfer; am 17. März 1994 moderierte sie die 580. und letzte Sendung des Treffpunkts. Danach wirkte sie noch vier Jahre lang an der Frauensendung Lipstick mit, ehe sie im Frühjahr 1998, mittlerweile 64-jährig, pensioniert wurde.

### Leben im Ruhestand
Nach ihrem Pensionsantritt lebte die dreifache Mutter (eine Tochter, zwei Söhne) und zehnfache Grossmutter in einer Wohnung im Zürcher Quartier Höngg am sogenannten Sonnenhang des Zürichbergs. In ihrer Pension war sie in der Freiwilligenarbeit tätig; so gehörte sie unter anderem zum Seniorenrat von Stadt und Kanton Zürich und hatte in dieser Funktion Einsitz in der Sondermobilitätskommission der Verkehrsbetriebe Zürich, in der sie mitunter die Anliegen von Senioren vertrat. Nebenbei war sie auch im Betreuungsprojekt Seniorin in der Schule aktiv. Drei Jahre lang unterstützte sie intensiv Ruth-Gaby Vermot-Mangolds Initiative 1000 Women for the Nobel Peace Prize 2005, die weltweit tausend Friedensstifterinnen für den Friedensnobelpreis vorschlug. Auch im hohen Alter moderierte sie hin und wieder Seniorenanlässe.
Sie verstarb am 6. November 2023 im Alter von 89 Jahren.

## Filmografie
- 1955: Polizischt Wäckerli
- 1956: In allen Gassen wohnt das Glück (Oberstadtgass)